# 普拉 (汝拉省)
普拉（法語：Pratz，法語發音：[pʁa]）是法国汝拉省的一个旧市镇，位于该省东南部，属于圣克洛德区。2019年，普拉并入市镇拉旺莱圣克洛德。

## 地理
普拉（46°22'43"N, 5°45'47"E）面积9.85 平方千米，位于法国勃艮第-弗朗什-孔泰大區汝拉省，该省份为法国东部内陆省份，北起上索恩省，西北接科多尔省，西临索恩-卢瓦尔省，南至安省，东与杜省和瑞士接壤。
与普拉接壤的市镇（或旧市镇、城区）包括：沙萨勒、热尔、莫兰日、沃莱圣克洛德、维拉尔代里亚、拉旺莱圣克洛德。
普拉的时区为UTC+01:00、UTC+02:00（夏令时）。

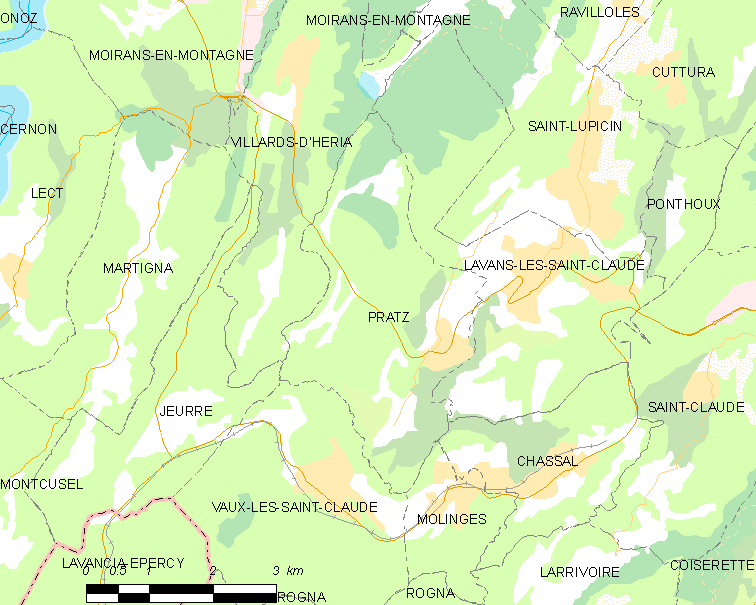
普拉的OSM定位图

## 行政
普拉的邮政编码为39170，INSEE市镇编码为39440。

## 政治
普拉所属的省级选区为穆瓦朗昂蒙塔涅县。

## 人口

1962-2008年间普拉人口变化图示

普拉于2018年1月1日时的人口数量为519人。